# Testa t'ammazzo, croce... sei morto - Mi chiamano Alleluja
Testa t'ammazzo, croce... sei morto - Mi chiamano Alleluja è un film del 1971 diretto da Giuliano Carnimeo.
Il film ebbe il sequel Il West ti va stretto, amico... è arrivato Alleluja che fu girato l'anno successivo.

## Trama
In Messico, durante l'impero di Massimiliano, il pistolero Alleluja riceve l'incarico dal generale rivoluzionario Ramirez di impadronirsi di una borsa di gioielli che l'imperatore sta inviando negli Stati Uniti per ottenere in cambio armi. Alleluja si accinge all'impresa non tanto sospinto dalla ricompensa promessagli dal committente, quanto dall'intenzione di tenere per sé l'intero frutto del colpo. Sulla sua strada egli incontra, però, numerosi concorrenti: Krantz, un losco trafficante di armi, un sedicente principe russo e una suora, che in realtà è un agente del servizio segreto degli Stati Uniti. Le circostanze inducono Alleluja ad allearsi con il russo e la suora per fronteggiare le iniziative di Krantz. Dopo un violento scontro con questi, Alleluja ed il principe si spartiscono equamente i gioielli, mentre la suora, la cui missione consisteva nell'individuare e stroncare i canali del traffico di armi, riceve dal governo degli Stati Uniti un'importante decorazione.